# Gerhard Ludvig Almqvist
Gerhard Ludvig Almqvist, född den 10 juni 1848 i Vänersborg, död den 23 oktober 1919 i Göteborg, var en svensk ämbetsman. Han var sonson till Sven Johan Almqvist.
Almqvist blev student vid Uppsala universitet 1867 och avlade examen till rättegångsverken där 1871. Han blev vice häradshövding 1873 och länsnotarie i Älvsborgs län 1874. Almqvist var därjämte tillförordnad rådman och magistratssekreterare i Vänersborg 1876–1886. Han var landssekreterare i Kopparbergs län 1886–1901 och i Skaraborgs län 1901–1915. Almqvist blev riddare av  Nordstjärneorden 1892 och kommendör av andra klassen av samma orden 1906. Han vilar på Östra kyrkogården i Göteborg.